# The Videos (DVD Nickelback)
The Videos – kompilacyjne DVD kanadyjskiego zespołu rockowego Nickelback, składające się z teledysków grupy, począwszy od "Leader of Men" z płyty "The State", poprzez video z płyty "Silver Side Up", skończywszy na teledysku "Someday" z płyty "The Long Road". Na płycie znajduje się także dokument "The Making of "The Long Road" który ukazuje prace nad krążkiem grupy. Album uzyskał status platynowej płyty, przyznanej przez RIAA. DVD zostało wydane 23 września 2003 roku nakładem wytwórni The Island Def Jam Music Group.

## Lista teledysków
1. "Leader of Men" (Ch.Kroeger – Nickelback) (z albumu "The State")
2. "How You Remind Me" (Ch.Kroeger – Nickelback) (z albumu "Silver Side Up")
3. "Too Bad" (Ch.Kroeger – Nickelback) - (z albumu "Silver Side Up")
4. "Never Again" (Ch.Kroeger – Nickelback) (z albumu "Silver Side Up")
5. "Someday" (Ch.Kroeger – Nickelback) (z albumu "The Long Road")
6. "Feelin' Way Too Damn Good" (Ch.Kroeger – Nickelback) (z albumu "The Long Road")
7. "Figured You Out" (Ch.Kroeger – Nickelback) (z albumu "The Long Road")
8. Dokument "The Making of The Long Road

## Twórcy
Nickelback
- Chad Kroeger – śpiew, gitara prowadząca
- Ryan Peake – gitara rytmiczna, wokal wspierający
- Mike Kroeger – gitara basowa
- Ryan Vikedal – perkusja

Produkcja
- Produkcja: Nina Dluhy, Mark Hesselink, Brett Marx, Mike Sarkissian, Lewis Weinstein, Link York
- Reżyser: Ulf Buddensieck, Nigel Dick, Colin Strause, Greg Strause
- Wytwórnia: The Island Def Jam Music Group